# Hensaussurea fibra
Hensaussurea fibra är en kackerlacksart som beskrevs av Roth, L. M. 1991. Hensaussurea fibra ingår i släktet Hensaussurea och familjen småkackerlackor. Inga underarter finns listade i Catalogue of Life.